# Джакомо I дель Бальцо
Джакомо I дель Бальцо (итал. Giacomo I del Balzo, ум. ок. 1448), называемый Джакопо — барон ди Рутино, сеньор Мольфетты, Джовенаццо и Спеккьи.
Сын Раймондо I дель Бальцо, сеньора Мольфетты и Джовенаццо, барона ди Рутино и Поццоманьо, и Маргариты делль Амендола.
С 1412 был членом королевского совета при Джованне II. После смерти королевы (1435) Альфонс Арагонский в 1438 принял на службу юного сына Джакопо Раймондо II.

## Семья
1-й брак: Ванелла Дзурло, дочь Сальваторе Дзурло, неаполитанского патриция, и Маргериты д’Эволи
- Джакомо II (ум. 1444), сеньор Мольфетты, Джовенаццо, Амендолеа, Спеккьи, Монтезано и Монтезардо.

2-й брак: Маргарита д’Алессано (ум. после 1449)
- Раймондо II, граф Алессано.